# San Vicente Coatlán
San Vicente Coatlán är en kommunhuvudort i Mexiko.   Den ligger i kommunen San Vicente Coatlán och delstaten Oaxaca, i den sydöstra delen av landet, 400 km sydost om huvudstaden Mexico City. San Vicente Coatlán ligger 1 379 meter över havet och antalet invånare är 4 052.
Terrängen runt San Vicente Coatlán är huvudsakligen kuperad. San Vicente Coatlán ligger nere i en dal. Runt San Vicente Coatlán är det ganska glesbefolkat, med 36 invånare per kvadratkilometer. San Vicente Coatlán är det största samhället i trakten. I omgivningarna runt San Vicente Coatlán växer huvudsakligen savannskog.